# Trochalus atratus
Trochalus atratus är en skalbaggsart som beskrevs av Hermann Burmeister 1855. Trochalus atratus ingår i släktet Trochalus och familjen Melolonthidae. Inga underarter finns listade i Catalogue of Life.